# 伊布斯河畔霍伦施泰因
伊布斯河畔霍伦施泰因是奥地利下奥地利州阿姆施泰滕县的一个市镇。总面积126.37平方公里，总人口1820人，人口密度14.4人/平方公里（2005年）。